# Gneo Mazio
Gneo Mazio (in latino Gnaeus Matius; fine del II secolo a.C. – inizio del I secolo a.C.) è stato un poeta romano.

## Biografia
Letterato di professione e non per passione, doveva essere uomo di grande cultura se Aulo Gellio in diversi passaggi delle sue Notti attiche lo identifica sempre come doctus e eruditus. È ricordato dagli scrittori successivi sia per le innovazioni linguistiche e le particolarità morfologiche che apportò nella lingua latina sia per la sua traduzione dell'Iliade omerica (l'Odissea, invece era già stata tradotta da Livio Andronico), sia per i suoi mimiambi.

## Opere
Della sua produzione non ci restano che 17 frammenti brevissimi.
Nella sua traduzione dell'Iliade Mazio, a differenza di Livio Andronico che aveva utilizzato il saturnio, si serve dell'esametro dattilico, metro che egli appare ben padroneggiare. Inoltre è evidente il tentativo di Mazio di discostarsi dalla tradizione annalistica romana, per dar vita a quell'epica romana che troverà il suo più grande rappresentante in Virgilio.
I mimiambi, genere che Mazio introduce per primo a Roma, risentono anch'essi di un modello greco poiché sono modellati sui mimi di Eronda. Dagli scarsi frammenti emerge la capacità del poeta di dar vita con i suoi versi a gradevoli e simpatici ritratti.
Mazio è poeta dell'innovazione: oltre al genere dei mimiambi, introduce a Roma novità morfologiche (appaiono i primi verbi incoativi come albicascit, "comincia a splendere" [fr. 9 Courtney]) luminesco, "comincio a far luce" [fr. 13]  e lessicali (i neologismi sono numerosi: si vedano ad esempio l'avverbio culumbulatim,  "come i colombi" [fr. 11 C.]) e i verbi edulcare, "rendere dolce" [fr. 10 C.] e recentatur, "si rinnova" [fr. 9 C.]).